# El Cerrito de Catipuato
El Cerrito de Catipuato är en ort i Mexiko.   Den ligger i kommunen Zamora och delstaten Michoacán de Ocampo, i den centrala delen av landet, 300 km väster om huvudstaden Mexico City. El Cerrito de Catipuato ligger 1 573 meter över havet och antalet invånare är 528.
Terrängen runt El Cerrito de Catipuato är kuperad norrut, men söderut är den platt. Runt El Cerrito de Catipuato är det tätbefolkat, med 331 invånare per kvadratkilometer. Närmaste större samhälle är Zamora, 5,1 km söder om El Cerrito de Catipuato. Runt El Cerrito de Catipuato är det i huvudsak tätbebyggt.